# Сивковка
Сивко́вка (каз. Сивковка) — село в районе имени Габита Мусрепова Северо-Казахстанской области Казахстана. Входит в состав Рузаевского сельского округа. Находится примерно в 40 км к юго-юго-востоку (SSE) от села Новоишимское, административного центра района, на высоте 220 метров над уровнем моря. Код КАТО — 596657600.

## Население
В 1999 году численность населения села составляла 561 человека (277 мужчин и 284 женщины). По данным переписи 2009 года, в селе проживало 469 человек (236 мужчин и 233 женщины).